# كوكاتو كارنابي الأسود
كوكاتو كارنابي الأسود (الاسم العلمي: Zanda latirostris)، هو نوع من الكوكاتو متوطن في جنوب غرب أستراليا. وهو مدرج ضمن قائمة الأنواع المهددة بالانقراض.